# كلير فالكنشتاين
كلير فالكنشتاين (بالإنجليزية: Claire Falkenstein)‏ (و. 1908 – 1997 م) هي فنانة، ونحّاتة، ورسامة من الولايات المتحدة الأمريكية . ولدت في كوس باي، أوريغون .
توفيت في فينسيا، ولوس انجليس .بسبب سرطان المعدة .

## جوائز وترشيحات
حصلت على جوائز منها:
- زمالة غوغنهايم.